# Wiejska dziewczyna w żółtej chuście
Wiejska dziewczyna w żółtej chuście (Góralka) – rysunek Leona Wyczółkowskiego powstały w 1900 roku, znajdujący się w zbiorach na Wawelu.

## Historia
Rysunek Leona Wyczółkowskiego, przedstawiający młodą Góralkę, powstał w 1900 roku, zgodnie z sygnaturą artysty oraz datą umieszczonymi na obrazie. Artysta wykonał go w technice pastelu na papierze naklejonym na tekturze. Portret ma wymiary 69 × 99 cm. Wyczółkowski prezentował dzieło na wystawie Towarzystwa Artystów Polskich „Sztuka” we Lwowie w lutym 1901 roku. Pastel zakupił do swej kolekcji Leon Piniński, który podarował go wraz z innymi dziełami Zamkowi Królewskiemu na Wawelu. Pastel był na Wawelu w 1927 roku. Zaginął podczas II wojny światowej. Figurował na liście strat z Fundacji Wawelskiej im. Leona hr. Pinińskiego. W grudniu 2020 roku Góralka Wyczółkowskiego została zidentyfikowana w jednym z warszawskich domów aukcyjnych przez pracowników Ministerstwa Kultury i Dziedzictwa Narodowego. Rysunek wycofano z aukcji, a właściciel dobrowolnie przekazał go na rzecz Skarbu Państwa. Uroczyste przekazanie dzieła do Państwowych Zbiorów Sztuki na Zamku Królewskim na Wawelu odbyło się w obecności ministra prof. Piotra Glińskiego i dyrektora Andrzeja Betleja 7 grudnia 2021 roku.